# Fryshuset Basket
El Fryshuset Basket es un club de baloncesto profesional de la ciudad de Estocolmo, que milita en la Basketligan, la máxima categoría del baloncesto sueco. Disputa sus partidos en el Fryshuset Arenan, con capacidad para 3,000 espectadores.

## Historia
Fryshuset Basket es la asociación de baloncesto más grande de Suecia. Hasta 2009, el club se llamaba YMCA South (o 08 YMCA South BBK), perteneciente a la Asociación Cristiana de Jóvenes. El club se creó en 1930, aunque la sección de baloncesto no apareció hasta 1949. Desde 1991, el club lleva a cabo actividades puramente juveniles. En 2009, la asociación cambió su nombre a Fryshuset Basket.
Compitió en las categorías inferiores del baloncesto sueco hasta que en 2018 ascendió a la SuperEttan, la segunda división del país. Tras dos temporadas en la categoría de plata, en 2020 logró el ascenso a la Basketligan.

## Nombres
- YMCA South (1949-2009)
- BG Fryshuset Basket (2009-2015)
- KFUM Fryshuset Basket (2015-presente)

## Trayectoria
| Temporada | Nivel | Liga       | Posición | Play-Offs | Competición Europea |
| --------- | ----- | ---------- | -------- | --------- | ------------------- |
| 2014–15   | 3ª    | B-Ettan    | 4º       |           | –                   |
| 2015–16   | 3ª    | B-Ettan    | 9º       |           | –                   |
| 2016–17   | 3ª    | B-Ettan    | 5º       |           | –                   |
| 2017–18   | 3ª    | B-Ettan    | 1º       | Ascenso   | –                   |
| 2018–19   | 2     | SuperEttan | 5º       |           | –                   |
| 2019–20   | 2     | SuperEttan | 1º       | Ascenso   | –                   |